# Itaoca
Itaoca is een gemeente in de Braziliaanse deelstaat São Paulo. De gemeente telt 3.143 inwoners (schatting 2009).

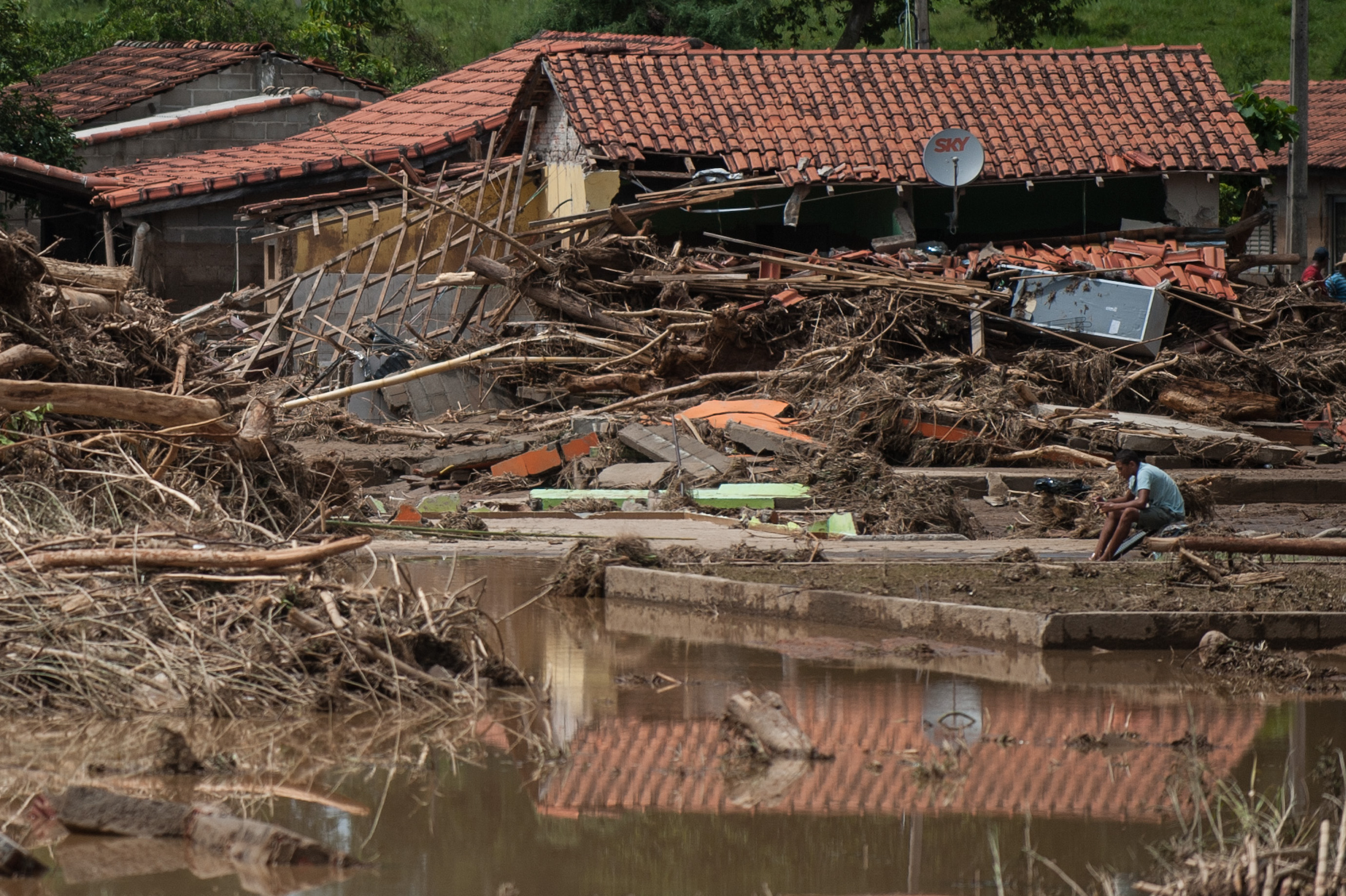
Overstroming in Itaoca in 2014